# 케로로 팡팡
《케로로 팡팡》은 구름 인터렉티브에서 2008년에 케로로를 소재로 만든 게임중에 하나이다. 투니버스에서 홍보하기도 했던 게임이며 비디오 게임이자 온라인 게임중에 하나이다. 케로로 레이싱, 케로로 파이터, 케로로 RPG와 함께 케로로를 주제로 만든 게임이며 게임의 내용은 다른 3인칭 슈팅 게임처럼 총을 사용해 적을 처치하는 게임이며 2018년 3월 2일에 투니버스에서 서비스를 종료했고 이후 2018년 6월 28일에 구름 홈페이지 관리자가 서비스 점검을 실시한다고 했으나 정확한 점검소요일과 종료일은 밝혀지지 않았다. 2018년 7월 5일에 케로로 팡팡의 한 유저가 구름사에 직접 찾아가서 방문했지만 구름이란 회사는 이미 뉴런으로 사명을 바꾸었고 뉴런이란 회사의 주소는 그 유저가 찾아간 회사와 일맥상통으로 정확히 일치하였다. 결국 구름 사이트 자체가 폐쇄됐으며 회사도 사라지면서 서비스 종료를 하고 만 것이다.

## 케로로 팡팡의 특징
총기를 사용해 적을 처치하는 게임으로 저연령층을 대상으로 해 사망 장면 등을 순화했으며 SP를 사용하여 특수한 스킬을 사용하거나, 보호할 수 있었다.

## 케로로 팡팡의 게임 모드
케로로 팡팡의 게임 모드에선 크게 협동전과 게임 섬멸전 이 있었으며 그외의 다른 게임전들도 있었다. 이문단에선 그런 게임 모드에서 할 수 있는 전투를 나열한다.

### 케로로 팡팡에 있는 게임 모드의 전투
- . 개인 섬멸전:1VS1이나 혹은 다수 VS 다수의 싸움이 난장판이 되도록 싸우는 게임 모드이며 누구도 간섭하지 않고 누구의 간섭도 받지 않고 싸우는 전면전의 대결이다.

- . 소대 섬멸전:게임에 입단한지 얼마되지 않은 초보들이 사용하는 게임 모드이며 케로로 팡팡 전체의 방 대비로 비율로 따지면 적은수이고 전멸전과는 다르게 시간제한이 5분이 종료될때까지 많은 킬수를 올린 유저가 이기거나 시간 제한이 종료되지 않아도 목표 킬수를 가장 먼저 달성한 편대가 이기는 방식이다. 사망한 플레이어는 일정 소생 시간이 지난 후에 부활하며 시간 제한이 종료되더라도 양팀의 유저들이 동점이라면 먼저 킬수를 올린 편대가 승리하게 된다.

- . 전멸전:최소 3라운드에서 최대 7라운드까지 진행되며 소대 섬멸전과는 달리 한 라운드가 어느 한쪽이 완전히 전멸될때까진 절대로 끝나지 않는 끝장판이다. 또한 사망한 플레이어는 한 라운드가 끝나기 전까지는 부활을 할수가 없다. 이로 인한 지루함을 방지하기 위해 5분이란 시간이 넘어가면 체력이 10씩 줄어들지만 이것마저 지루하면 일부로 나가는 유저들도 많았다. 초보와 고수를 막론하고 많은 사람들이 즐기는 게임 모드이며 게임 방식은 주로 '노스킬전'이었다.

### 호위전:우리편대의 로봇을 호위하거나 상대편대의 로봇에 호위를 저지하는 모드이다.
- . 목표:호위 편대와 수비 편대는 각각의 목적이 있는데 다음과 같다.

호위 편대:로봇을 목적지까지 안전하게 호위해야한다.
수비 편대:상대팀의 로봇 호위를 저지해야한다.
주의 할점
1.케론군이 먼저 호위를 시작한다.
2.로봇은 중간 지점을 지날때마다 제한 시간이 추가 되니 수비 편대는 로봇이 중간 지점을 통과하지 못하도록 철통방어한다.
3.수비 편대는 로봇을 파괴해 시간을 지체시킨다.
4.수비 편대는 파괴된 로봇의 근처에 호위 편대가 있다면 반드시 호위 편대를 처치하여 수리 속도를 늦춰야 한다.
5.케론 편대가 로봇을 목적지까지 호위를 못했다면 케론 편대가 호위한 지점이 Keron으로 표시된다. 바이퍼 편대가 케론 편대의 호위 지점까지 호위하면 바이퍼 편대가 승리하고 호위하지 못하면 케론 편대가 승리한다.

### 탈출전:호위전의 파생격인 게임 모드가 된다.
- . 목표:탈출 편대와 수비 편대는 다음과 같은 목표를 가진다.

탈출 편대:제한 시간동안 지정된 위치에 있는 탈출 워프로 이동해야 한다.
수비 편대:탈출 편대의 탈출을 저지해야 한다.
게임 방법
1. 2라운드로 진행되며 케론 편대가 먼저 탈출을 시도한다.
2. 탈출할 때마다 1점씩을 획득하며 케론 편대가 목표 점수에 도달했거나 제한 시간이 종료되면 공수가 교대된다.
바이퍼 펀대가 케론 편대의 목표 점수에 똑같이 도달했거나 케론 편대를 역전하면 바이퍼 편대가 승리하며 역전하지 못한다면 케론 편대가 승리한다. 다만 호위전 
에 비해서는 압도적으로 방어하기가 쉬우며 역지사지로 생각하면 자신이 탈출하기는 압도적으로 어렵다.

### 케로로 팡팡의 다른 게임 모드
케로로 팡팡에는 이외의 게임 모드가 있는데 다음과 같다.
- . 협동전:부대끼리 서로 협동하는 게임 모드로 서로간의 협력과 편대간의 신뢰도가 정말 중요시 되는 게임 모드이다.

- . 부대전:부대끼리 싸우면서 부대끼리의 실력을 겨룰수있는 게임 모드이다.

- . 좀비전:탈출전의 다음으로 만들어진 신규모드였고 후속작은 건데스모드이다. 좀비를 퇴치하는 게임 모드로 나라네 저택이나 우주네 마을을 배경으로 삼은 것이 많았다. 좀비를 전부 퇴치하면 목표완수이며 이때의 숙주는 3000정도의 체력으로 모든 사람을 죽여야 하기도 하였다.

### 건데스 매치
좀비전을 후속작으로 만든 게임 모드이며 다음과 같은 게임 모드가 있다.
- . 스킬전:캐릭터들의 모든 스킬을 사용할 수 있는 게임 모드로 초보들이 주로 선택했던 모드이다.

- . 3차 스킬 제한:궁극기인 3차 스킬을 사용할 수 없게 만든 게임 모드로 균형 붕괴를 막기위해 강력한 스킬을 제한한다는 취지로 만들어진 게임 모드이다.

- . 노스킬전:캐릭터들의 스킬을 사용할 수 없는 게임 모드이다.

- . 저격전:오직 저격총만 가지고 싸우는 모드이다.

- . 근접전:오직 근접 무기(낚싯대,죽도,광선검,요술봉 등)로만 싸웠던 게임 모드이다.

- . 은신전:도로로의 1차 스킬 또는 조루루의 1차 스킬인 은신이 적용되어 핑크바이브권만 사용할 수 있는 은신 편대와 모든 무기와 소모품을 사용할 수 있으며 은신이 안되는 편대로 나뉜 게임 모드였다.

- . 노템전:소모품을 사용할 수 없는 게임 모드였다.

## 케로로 팡팡의 게임맵들
케로로 팡팡의 게임맵들은 다음과 같이 있었다.
- . 잊혀진 공동묘지섬:적정인원은 6~10명이고 개인전/소대전/전멸전을 펼쳤던 맵이다.

- . 탱크 정비소:적정인원은 6~10명이고 개인전/소대전/전멸전을 펼쳤던 맵이다.

- . 철도 승강장:적정인원은 6~10명이고 개인전/소대전/전멸전을 펼쳤던 맵이다.

- . 로봇 격납고:적정인원은 6~10명이고 개인전/소대전/전멸전을 펼쳤던 맵이다.

- . 나라네 검문소:적정인원은 6~10명이고 개인전/소대전/전멸전을 펼쳤던 맵이다.

- . 나라네 보안 테스트:적정인원은 5명이고 협동전을 펼쳤던 맵이다.

- . 케로로 비밀창고:적정인원은 6~10명이고 개인전/소대전/전멸전을 펼쳤던 맵이다.

- . 쿠루루 벙커:적정인원은 6~10명이고 소대전/전멸전을 펼쳤던 맵이다.

- . 미스터리 스쿨 옥상:적정인원은 6~10명이고 개인전/소대전/전멸전을 펼쳤던 맵이다.

- . 미스터리 스쿨:적정인원은 5명이고 협동전을 펼쳤던 맵이다.

- . 특수 시공:적정인원은 6~10명이고 개인전/소대전/전멸전을 펼쳤던 맵이다.

- . 사막의 시공:적정인원은 8~10명이고 개인전/소대전/전멸전을 펼쳤던 맵이다.

- . 케로로 시티:적정인원은 6~10명이고 개인전/소대전/전멸전/호위전을 펼쳤던 맵이다.

- . 봄맞이 공원:적정인원은 8~10명이고 개인전/소대전/전멸전을 펼쳤던 맵이다.

- . 우주네 마을:적정인원은 6~10명이고 개인전/소대전/전멸전을 펼쳤던 맵이다.

- . 설원:적정인원은 8~10명이고 개인전/소대전/전멸전을 펼쳤던 맵이다.

- . 디노랜드:적정인원은 5명이고 협동전을 펼쳤던 맵이다.

- . 우주상점:적정인원은 4~8명이고 개인전/소대전/전멸전을 펼쳤던 맵이다.

- . 해적선:적정인원은 6~10명이고 개인전/소대전/전멸전을 펼쳤던 맵이다.

- . 바이퍼 아지트:적정인원은 5명이고 협동전을 펼쳤던 맵이다.

- . 쿠루루 시공:적정인원은 5명이고 협동전을 펼쳤던 맵이다.

- . 잉카 유적 발굴:적정인원은 6~10명이고 개인전/소대전/전멸전을 펼쳤던 맵이다.

- . 벚꽃 축제:적정인원은 4~8명이고 개인전/소대전/전멸전을 펼쳤던 맵이다.

- . 우주 정거장:적정인원은 8~10명이고 개인전/소대전/전멸전을 펼쳤던 맵이다.

- . 나라네 대저택:적정인원은 8~10명이고 개인전/소대전을 펼쳤던 맵이다.

- . 숨겨진 고대사원:적정인원은 4~8명이고 개인전/소대전/전멸전을 펼쳤던 맵이다.

- . 도로로의 대나무 숲:적정인원은 4~8명이고 개인전/소대전을 펼쳤던 맵이다.

- . 비밀 잠수함 기지:적정인원은 6~10명이고 개인전/소대전/전멸전을 펼쳤던 맵이다.

- . 갓파의 지하 사당:적정인원은 6~10명이고 개인전/소대전을 펼쳤던 맵이다.

- . 할머니네 집:적정인원은 8~10명이고 개인전/소대전을 펼쳤던 맵이다.

## 케로로 팡팡의 캐릭터
이문단에선 케로로 팡팡의 캐릭터들을 나열한다.

### 케로로소대의 팡 캐릭터
- . 케로로:케로로소대의 팡 캐릭터이며 가장 기본적인 캐릭터이고 중사가 군계급인 캐릭터이다.

- . 타마마:케로로소대의 팡 캐릭터이며 가장 어리고 올챙이인지 꼬리가 있다. 군계급은 이등병인 캐릭터이다.

- . 기로로:케로로소대의 팡 캐릭터이며 하사가 군계급인 캐릭터이다.

- . 쿠루루:케로로소대의 팡 캐릭터이며 상사가 군계급인 캐릭터이다.

- . 도로로:케로로소대의 팡 캐릭터이며 병장이 군계급인 캐릭터이다.

### 가루루소대의 팡 캐릭터
- . 가루루:가루루소대의 팡 캐릭터이며 중위가 군계급인 캐릭터이다. 기로로의 친형이다.

- . 타루루:가루루소대의 팡 캐릭터이며 상병이 군계급인 캐릭터이다.

- . 푸루루:가루루소대의 팡 캐릭터이며 간호장교인 캐릭터이다. 성별이 여성인 캐릭터 중 한명이다.

- . 조루루:가루루소대의 팡 캐릭터이며 병장이 군계급인 캐릭터이다. 반신이 사이보그인 캐릭터이다.

- . 토로로:가루루소대의 팡 캐릭터이며 신병이 군계급인 캐릭터이다. 올챙이인지 꼬리가 있다.

### 다크 케로로소대의 팡 캐릭터
- . 다크케로로:다크 케로로소대의 팡 캐릭터이며 케로로의 다크버전의 캐릭터로 빨간눈동자를 가진 캐릭터이다.

- . 시바바:다크 케로로소대의 팡 캐릭터이며 손오공처럼 여의주를 가지고있는 캐릭터이다.

- . 도루루:다크 케로로소대의 팡 캐릭터이며 온몸이 무장으로 되어있는 캐릭터이다.

- . 미루루:다크 케로로소대의 팡 캐릭터이며 푸루루와 함께 여성인 캐릭터이다.

### 조립 캐릭터
- . 로보보:몸이 기계인 캐릭터이다.

- . 다크 키루루:몸이 어두운 키루루의 모습이다.

- . 스모모:케로로 팡팡의 여성 캐릭터중에 하나이다.

### 그밖에 케로로 팡의 케론인 캐릭터들
- . 푸타타

- . 메케케

- . 교로로

- . 카게게

- . 눈와와

- . 카라라

- . 지라라

- . 키카카

- . 박호두

- . 기로로(가루루) 아빠

- . 케로로 아빠

- . 케로로 엄마

- . 도로로 엄마

- . 치로로

- . 노비비

- . 메루루

- . 슈라라

- . 테라라

- . 오라라

- . 바리리

- . 꼬마 케로로

- . 꼬마 기로로

- . 제로로(꼬마 도로로)

- . 꼬마 쿠루루

- . 신케로로

### 비케론인 등장인물
- . 사바바

### 바이퍼 일족의 등장인물
- . 바이퍼

- . 꼬마 바이퍼

- . 메카 바이퍼

## 케로로 팡팡의 무기
이문단에서는 케로로 팡팡의 무기들을 나열한다.
- . 권총

- . 자동소총

- . 산탄총

- . 기관총

- . 로켓포

- . 저격총

- . 투척

- . 크랩

- . 근접

- . 유탄발사기

이렇게 무기들의 종류가 있으며 이런 무기종류의 속성에 따라 무기의 속성이 각각 다르고 무기들도 따로 존재한다.